# Melonycteris woodfordi
Melonycteris woodfordi је врста сисара из реда слепих мишева и породице велики љиљци.

## Распрострањење
Врста је присутна у Папуи Новој Гвинеји и Соломоновим острвима.

## Станиште
Врста Melonycteris woodfordi има станиште на копну.
Врста је по висини распрострањена од нивоа мора до 1.100 метара надморске висине.

## Угроженост
Ова врста није угрожена, и наведена је као последња брига јер има широко распрострањење.

### Популациони тренд
Популација ове врсте је стабилна, судећи по доступним подацима.